# Домашенко Анатолій Васильович
Домаше́нко Анатолій Васильович (нар. 10 серпня 1952, Мотижин, Київська область - помер 9 серпня 2022 року, Краків, Республіка Польща) — член і виконавчий директор  Національного олімпійського комітету, ідеолог реформування національної системи фізичної культури і спорту, кандидат педагогічних наук.

## Життєпис
Випускник Київського державного інституту фізичної культури (1973); старшокласником і у студентські роки був капітаном футбольної команди «Колос» — багаторазового чемпіона Макарівського району, "срібного" призера чемпіонату Київської області серед команд однойменного ДСТ (1973). У 1971 році визнаний найкращим захисником Київщини.
Стартував у професію педагогом рідної школи. У 1982—1988 роках — голова комітету з фізкультури та спорту Ленінградського району (нині Святошинського) м. Києва. Протягом 1988—1995 років — заступник начальника управління у справах молоді та спорту Київської облдержадміністрації.
У 1995—1996 — головний консультант Служби з питань гуманітарної політики Адміністрації Президента України. Протягом 1996–99 років — перший заступник голови Держкомспорту України Валерія Борзова.
У 1996 році від імені Української держави передав знакову ікону олімпійській команді, яка ввійшла в десятку найкращих команд Олімпіади в Атланті (США).
У часи глобальної фінансово-економічної кризи Анатолій Домашенко сприяв збереженню фахового потенціалу викладачів вишів та шкільних учителів фізичної культури і спорту України. Заклав методологічні та організаційні основи підготовки національної команди до системної, результативної участі в Параолімпійських іграх.
Автор наукових праць зі стратегії оздоровлення нації після Чорнобильської катастрофи. Розробив «Кодекс честі олімпійця України».
До скону віддавав свої непересічні знання та досвід результативній аналітичній, педагогічній і громадській  діяльності у царині фізичної культури та спорту на місцевому, регіональному й національному рівнях[джерело?].